# كلية طب الأسنان (جامعة سوهاج)
كلية طب الأسنان جامعة سوهاج هي كليه مصريه حكوميه تختص بتدريس كل ما يتعلق الفم والوجه والفكين والأسنان والأنسجة المحيطة بها.

## النشأة
يوم 26 يونيو 2014، وافق مجلس جامعة سوهاج في جلسته، برئاسة رئيس الجامعة، على إنشاء كلية طب الأسنان. وأكد رئيس الجامعة أنه سيتم مخاطبة المجلس الأعلى للجامعات لأخذ الموافقة، وذلك تمهيدًا لبدء الجامعة لاتخاذ ما يلزم من المراحل المختلفة لتأسيس الكلية، ومنها زيارة لجنة قطاع كليات طب الأسنان بالمجلس الأعلى.
يوم 19 فبراير2018، زار رئيس جامعة سوهاج، كلية طب الأسنان بجامعة جنوب الوادي، حيث تفقد مباني الكلية ومعاملها، خلال الجولة التي قام بها بصحبة عميد الكلية، للتعرف على كل ما هو جديد بكليات طب الأسنان الناشئة داخل الجامعات الأخرى، تمهيدا لإنشائها على أحدث طراز داخل جامعة سوهاح الجديدة.
يوم 26 سبتمبر 2019، وقع الدكتور رئيس جامعة سوهاج، عقد مقاولة، مع الجمعية التعاونية للإنشاء والتعمير بالمحافظة، لتنفيذ مشروع إنشاء مبنى كلية طب الأسنان بمقر الجامعة الجديد.
في 2 نوفمبر 2020، قام وفد من وزارة التخطيط والتنمية الاقتصادية بزيارة جامعة سوهاج وذلك في إطار المتابعة الميدانية والوقوف على الموقف التنفيذي للمشروعات المدرجة بخطة الجامعة لعام 20/2021، وشملت الزيارة كذلك متابعة إنشاء مبنى كلية طب الفم والأسنان بالحرم الجامعي بمدينة سوهاج الجديدة.

## مبني الكلية
يوجد مبنى كلية طب الاسنان بحرم الجامعة الجديد بمدينة سوهاج الجديدة علي مساحة 3200 م2 ويتكون من بدروم ودور أرضي و4 أدوار متكرره بتكلفة إنشائية 194.4 مليون جنيه.

## نظام الدراسة
مدة الدراسة بالكلية هي ست سنوات، خمس سنوات أساسية وسنة امتياز وتعتبر سنة الامتياز سنة أساسية مكملة للدراسة ولا يحصل الخريج على شهادة التخرج إلا بعد أن يستوفي قضاء تلك السنة في التدريب في الجامعة والمستشفيات التابعة لوزارة الصحة.